# Brunellia antioquensis
Brunellia antioquensis är en tvåhjärtbladig växtart som först beskrevs av Cuatrecasas, och fick sitt nu gällande namn av J. Cuatrec.. Brunellia antioquensis ingår i släktet Brunellia och familjen Brunelliaceae. Inga underarter finns listade i Catalogue of Life.